# Parmigianino

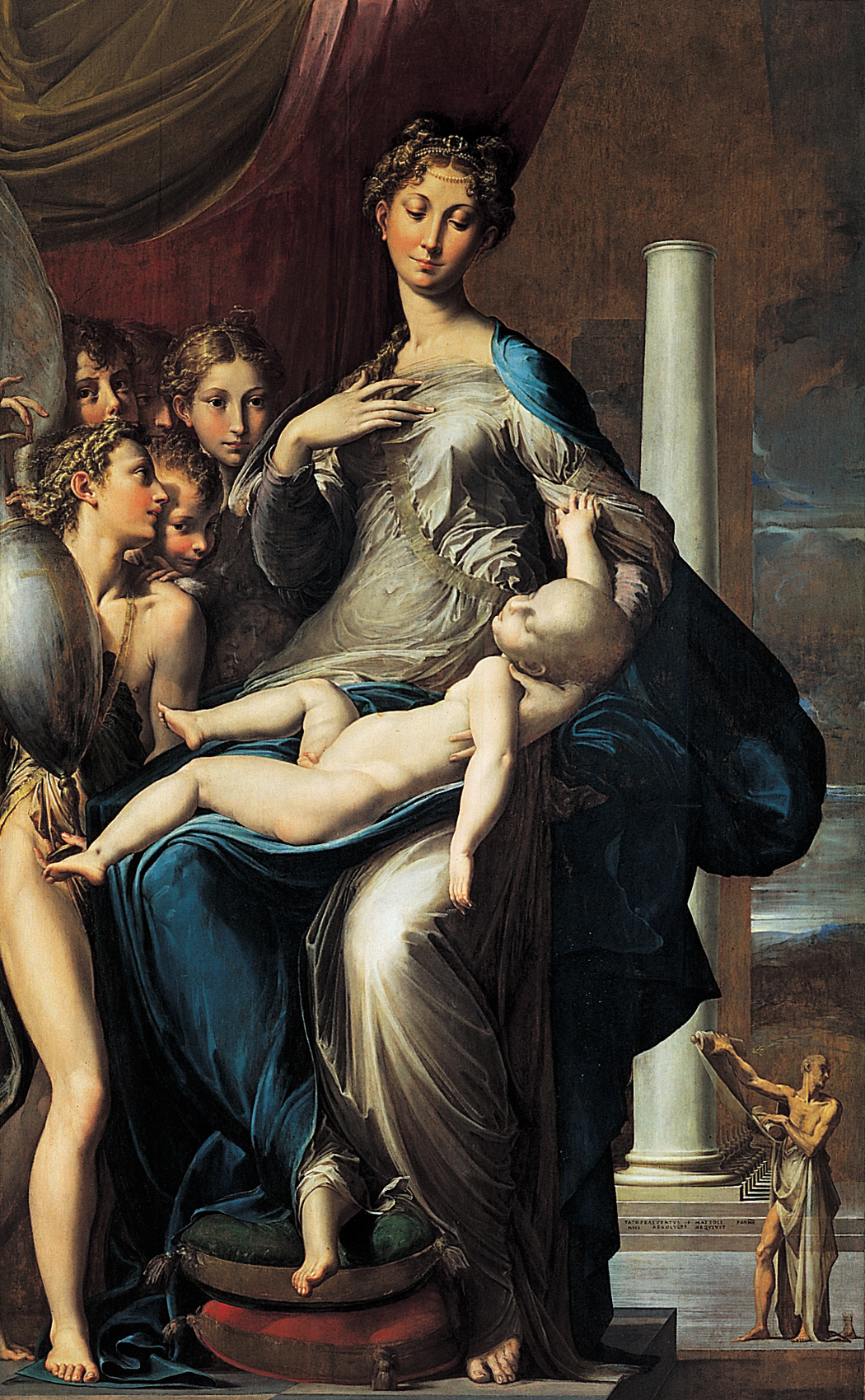
Madonnan med den långa halsen (1534–1540). Galleria degli Uffizi i Florens.

Parmigianino, egentligen Girolamo Francesco Maria Mazzola, född 11 januari 1503 i Parma, död 24 augusti 1540 i Casalmaggiore i Lombardiet, var en italiensk manieristisk målare och gravör, uppkallad efter sin födelsestad Parma. Han var son till Filippo Mazzola.
Parmigianino studerade under Correggio men upptog senare drag av Rafael och andra av högrenässansens mästare. I likhet med andra manierister utmärks han målningar av de långsträckta figurerna och den praktfulla men kalla färgskalan. Förutom en mängd målningar, som i dag finns i Parma, utförde Parmigianino en mängd andaktsbilder, varav de flesta senare förvarats på museerna i Dresden, Wien, Neapel och Bologna. Han skattas även i Italien som en pionjär inom etsningskonsten. 
På Kunsthistorisches Museum i Wien återfinns hans målning Självporträtt i en konvex spegel.
Girolamo Mazzola Bedoli, som var gift med Parmigianinos kusin, fortsatte senare att måla i hans stil.